# 交八廣場
交八廣場為臺北市中正區忠孝西路一段與重慶北路一段路口西北側之綠地，占地約0.9公頃，最早為時任台北市市長黃大洲所提出。廣場位於車水馬龍的臺北車站以及興建中的臺北雙子星旁，是西區門戶計畫中最後一塊拼圖。工程總共分為三階段，第二階段工程已於2019年2月完工並提供2019年臺北燈節作為活動用地，第三階段工程於2020年臺北燈節後開始施工，已於同年9月完工。

它的完成將延伸臺北行旅廣場的綠地範圍，再由開放空間、人行步道，串連北門廣場、臺北車站、站前商圈及臺灣博物館，塑造臺北綠色城市以及國家門戶的意象。

## 廣場改建

### 第一階段
共4,328平方公尺。2018年8月，臺北市政府完成交八廣場的土地徵收、拆除舊房舍，與同年10月開放的歷史建築三井倉庫一起規劃為「交八廣場」。

### 第二階段
共2,490平方公尺。
2019年2月，配合北平西路西側道路工程，改善既有北平西路於重慶北路路口之東西向車道錯位情形，將北平西路路型往北移順接既有北平西路東側道路，第二階段工程於2019年臺北燈節前完工，並且提供場地供燈節作使用。

### 第三階段
共2,352平方公尺。
第三階段工程於2020年2月的臺北燈節結束後開始施工，主要目標為在鐵路警察局移至南港車站後，拆除鐵路警察局舊大樓，保留既有喬木搭配已經開闢的廣場，佈置一致性的植栽、步道等，已於同年9月完工。

## 聯外交通

### 鐵路運輸
臺鐵
- 縱貫線：台北車站

台灣高速鐵路
- 台灣高鐵：台北車站

捷運系統
台北捷運
- 淡水信義線：台北車站
- 松山新店線：北門站
- 板南線：台北車站

桃園捷運
- 機場線：台北車站

## 附近地標景點
- 臺北車站
- 北門廣場
- 臺北行旅廣場
- 臺北雙子星